# Deska snowboardowa

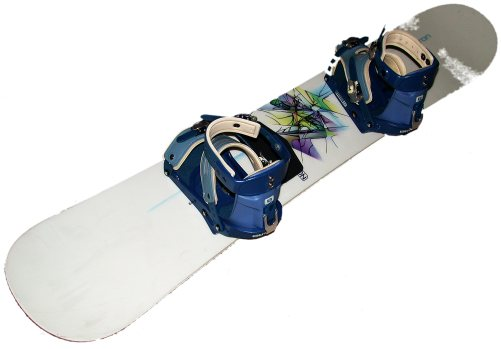
Deska z wiązaniami

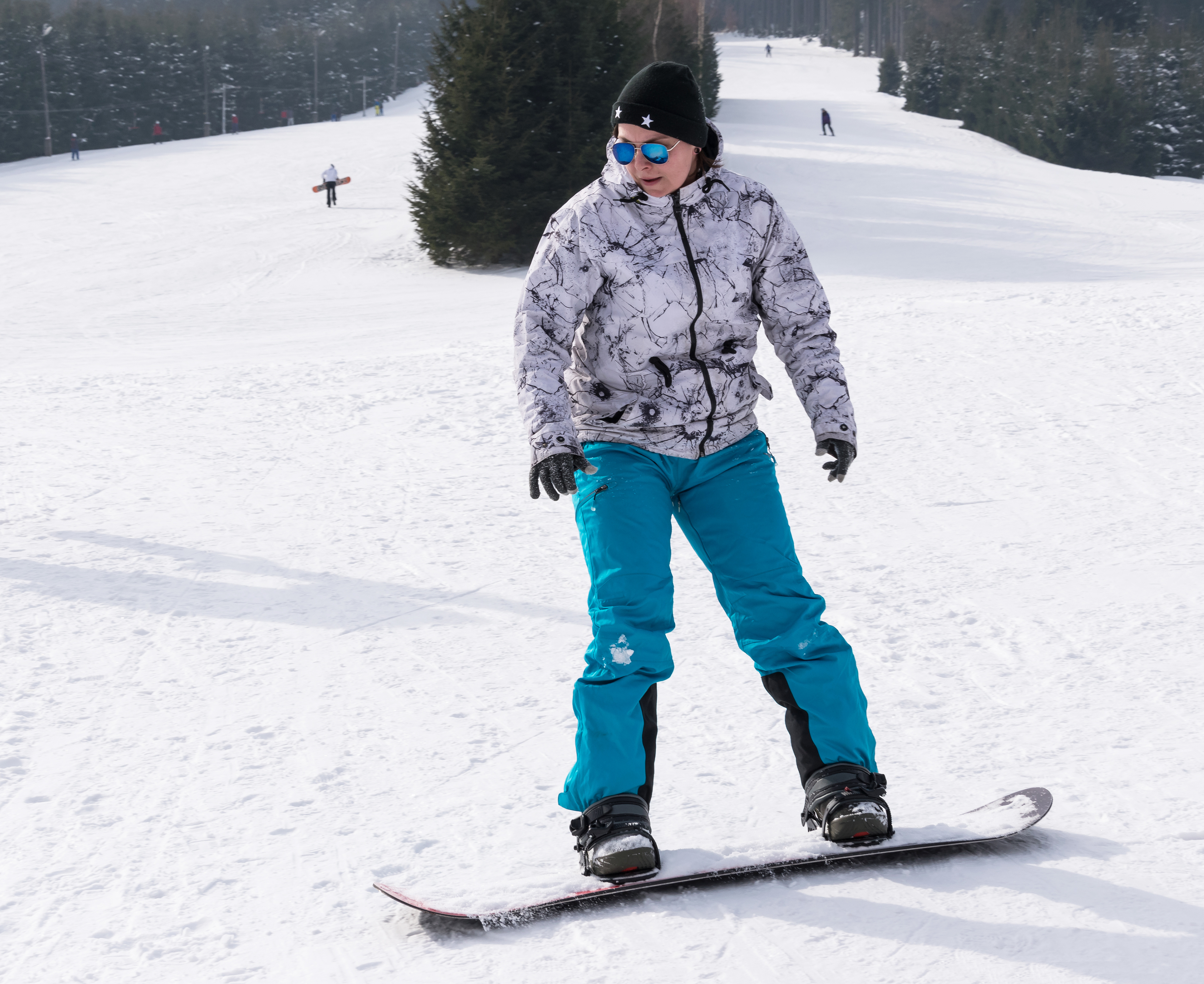
Snowboardzistka na desce

Snowboard lub też deska snowboardowa – najważniejszy element wyposażenia służącego do uprawiania snowboardingu. Jest to deska zaprojektowana tak, aby można ją było przytroczyć do stóp i zjeżdżać z jej pomocą ze śnieżnych stoków.
Większość snowboardów jest wytwarzana z drewna laminowanego włóknem szklanym. Deska od frontu jest lekko zadarta ku górze (posiada tzw. nos), po to aby nie miała ona tendencji do zakopywania się w miękkim śniegu. 
Tył desek, zależnie od konstrukcji i przeznaczenia, bywa również zadarty, choć wiele desek ma tył zupełnie płaski. Deski z zadartym tyłem są stosowane przez osoby, które wykonując ewolucje na stoku czasami jadą tyłem.
Ślizg deski (powierzchnia którą się styka ze śniegiem) jest pokryta lekko porowatym tworzywem sztucznym zwanym p-tex, które umożliwia wchłanianie smarów zmniejszających tarcie deski o śnieg. Krawędzie boczne deski są zwykle zaopatrzone w cienkie metalowe powierzchnie natarcia, które ułatwiają wykonywanie zwrotów i ewolucji. Typowym kątem między krawędzią deski a ślizgiem jest 90°, jednak do agresywnej, szybkiej jazdy używa się ostrzejszych kątów. Do jibbingu, czyli jazdy po poręczach, krawędzie się przytępia. 
Górna powierzchnia desek pokrywana jest zwykle wzorami i rysunkami, których projekty są elementem marketingu wytwórców desek. Wielu zapalonych snowboardzistów upiększa swoje deski na własną rękę, co jest jednym z przejawów subkultury snowboardowej.

## Parametry techniczne desek
- Długość - deski dla dzieci mają długość około 120 cm; deski zawodnicze (zwane też "alpejskimi") mogą mieć nawet do 215 cm długości. Większość ludzi korzysta z desek o długości od 140 do 165 cm. Długość deski dobiera się nie według kryterium wzrostu i masy ciała, jak to jest w przypadku nart do zjazdu, lecz raczej dobiera się ją do stylu jazdy. Dłuższe deski są stabilniejsze i szybsze, ale trudniej wykonuje się na nich ewolucje i zwroty.

- Szerokość - szerokość deski mierzy się tradycyjnie w jej środku, ze względu na to, że konstrukcje nosów i tyłów desek bywają bardzo różne. Deski do tzw. freestyle'u są bardzo szerokie (do ok. 28 cm), co ułatwia utrzymywanie na nich równowagi w trakcie wykonywania zwrotów. Deski alpejskie są znacznie węższe - od 21 do 18 a nawet 15 cm. Większość snowboardzistów-amatorów jeździ na deskach o szerokości 24-25 cm. Wybór szerokości deski jest również uzależniony od rozmiaru buta snowboardzisty.

- Sidecut - czyli kształt bocznych powierzchni natarcia - gdy patrzy się nań od góry deski, nie jest linią prostą, lecz specjalnie zaprojektowaną krzywą. Na ogół krzywe te są oparte na fragmentach elips połączonych łukami parabolicznymi. Wymiarem charakterystycznym jest tutaj dłuższa oś elipsy najdłuższego fragmentu krzywej. Czym wymiar ten jest większy, tym deska jest bardziej "prosta" W deskach dla dzieci długość osi krzywej wynosi 5 m, zaś w deskach alpejskich może to być nawet 17 m. Typowe deski mają oś łuk rzędu 8-9 m.

- Flex - czyli giętkość deski, która ma duży wpływ na łatwość jej prowadzenia. Zwykle deski z większym flexem są łatwiejsze w prowadzeniu i wykonywaniu zwrotów, podczas gdy deski bardziej twarde są stabilniejsze i szybsze. Nie istnieją konkretne, liczbowe parametry charakteryzujące flex desek. Zwykle dobiera się go do stylu jazdy i masy snowboardzisty. Początkujący snowboardziści zaczynają zwykle od desek najbardziej giętkich, przechodząc stopniowo do coraz twardszych. Zdeklarowani zwolennicy "freestyle'u" jeżdżą na bardzo miękkich deskach, podczas gdy "alpejczycy" i zawodowi snowboardziści preferują deski twarde.

## Wiązania
Istnieje wiele różnych systemów mocowań butów do deski. Wszystkie one są jednak prawie zawsze zaopatrzone w tzw. HighBack, czyli wsparcie tylnej części stóp podchodzące do połowy wysokości łydek. HighBack umożliwia wykonywanie zwrotów i ewolucji z szybkim, gwałtownym wypychaniem deski przed siebie, co nie jest technicznie możliwe przy jeździe na nartach i stanowi charakterystyczny sposób poruszania się snowboardzistów na stoku. W odróżnieniu od mocowań narciarskich, mocowania snowboardowe nie posiadają mechanizmu samowypinania. Istnieje kilka rodzajów mocowań snowboardowych:
- Strap-in - jest to najstarszy typ wiązań, lecz wciąż najbardziej popularny. Snowboardzista zakłada buty, które posiadają twardą, ale giętką podeszwę i twardą skorupę. Stopa jest trzymana przez dwie szerokie taśmy - jedna z nich przechodzi nad butem w okolicach palców, a druga trzyma but w okolicach kostki. Po mocnym dociągnięciu pasów dają one solidne mocowanie, które umożliwia pełną kontrolę nad ruchem deski. Wadą tego rozwiązania jest kłopotliwe zapinanie, które u początkujących wymaga pozycji siedzącej. Ze względu na to, że stopa jest trzymana w dwóch punktach, mocowanie to wymaga też indywidualnego dopasowywania punktów zaczepienia. Toe Strap to modyfikacja tego systemu, w którym zamiast pasów są od przodu kubki, w które wkłada się palce stóp, i dzięki którym lepiej kontroluje się kąt natarcia deski.
- Step-in - to system zatrzaskowy, który jest popularny zwłaszcza wśród mniej zaawansowanych snowboardzistów. System ten wymaga specjalnego obuwia ze sztywnymi podeszwami, specjalnie zaprojektowanymi do łączenia się zapięciami. System ten przypomina w swojej konstrukcji zatrzaskowe pedały rowerowe i umożliwia automatycznie wpinanie się i wypinanie z deski. Popularne (i niekompatybilne ze sobą) systemy tego rodzaju produkują Burton, K2, Rossignol i Switch. Jest to system wygodny, ale nie gwarantujący zbyt dobrego "czucia" deski.
- Hybrydowy - są to systemy starające się łączyć zalety obu wcześniejszych systemów. Przykładem jest Flow binding system, który jest podobny do systemu Strap-in ale umożliwia on wsuwanie butów od tyłu do częściowo rozluźnionych pasów, dzięki czemu można mocować deskę na stojąco.
- Platformowe - systemy te są stosowane razem z butami ze sztywną podeszwą i są popularne w deskach "alpejskich". Składają się one ze sztywnej, profilowanej platformy, która jest tak uformowana, aby idealnie pasować do sztywnych butów. Po wsadzeniu nóg w platformy mocuje się je przy pomocy systemu pasków, całkowicie usztywniających mocowanie. Mocowania te gwarantują najbardziej pewne prowadzenie deski, ale są kłopotliwe przy zakładaniu i bardzo kosztowne.